# Supercross (film)
Pour les articles homonymes, voir Supercross (homonymie).
Pour plus de détails, voir Fiche technique et Distribution.
Supercross est un film d'action américain réalisé par Steve Boyum, sorti en 2005.

## Synopsis
K.C. et Trip Carlyle sont deux frères endeuillés par l'étrange mort de leur père. Malgré tout, ils décident de faire carrière coûte que coûte dans le domaine des courses de supercross.

## Fiche technique
- Titre : Supercross
- Réalisation : Steve Boyum
- Scénario : Ken Solarz, Bart Baker et Keith Alan Bernstein
- Musique : Jasper Randall
- Photographie : William Wages
- Montage : Alan Cody, Brett Hedlund et Lawrence A. Maddox
- Production : Steve Austin, Richard Gabai et J. Todd Harris
- Société de production : Tag Entertainment
- Société de distribution : 20th Century Fox (États-Unis)
- Pays :  États-Unis
- Genre : Action et drame
- Durée : 80 minutes
- Dates de sortie : 
  -  États-Unis : 17 août 2005
  -  France : 13 août 2007 (DVD)

## Distribution
- Steve Howey (VQ : Philippe Martin) : K.C. Carlyle
- Mike Vogel (VQ : Hugolin Chevrette) : Trip Carlyle
- Cameron Richardson (VQ : Catherine Bonneau) : Piper Cole
- Sophia Bush (VQ : Catherine Proulx-Lemay) : Zoe Lang
- Aaron Carter : Owen Cole
- Channing Tatum (VQ : Thiéry Dubé) : Rowdy Sparks
- Robert Patrick (VQ : Luis de Cespedes) : Earl Cole
- Robert Carradine (VQ : Jean-Luc Montminy) : Clay Sparks
- Carolina Garcia : Starr

'Source et légende : Version québécoise (VQ) sur Doublage Québec